# Інтегроване середовище розробки
Інтегроване середовище розробки (ІСР, англ. integrated development environment або англ. IDE) — комплексне програмне рішення для розробки програмного забезпечення. Зазвичай, складається з редактора початкового коду, інструментів для автоматизації складання та відлагодження програм. Більшість сучасних середовищ розробки мають можливість автодоповнення коду.
Деякі середовища розробки містять компілятор, інтерпретатор або ж обидва (наприклад NetBeans та Eclipse), інші не містять жодного з них (SharpDevelop та Lazarus). Деякі інтегровані середовища розробки містять систему керування версіями або інструменти для полегшення розробки графічного інтерфейсу користувача (GUI) (XCode, Embarcadero Delphi). Багато сучасних ІСР містять інспектор класів, інспектор об'єктів, схему ієрархії класів для полегшення об'єктно-орієнтованої розробки програмного забезпечення.

## Огляд

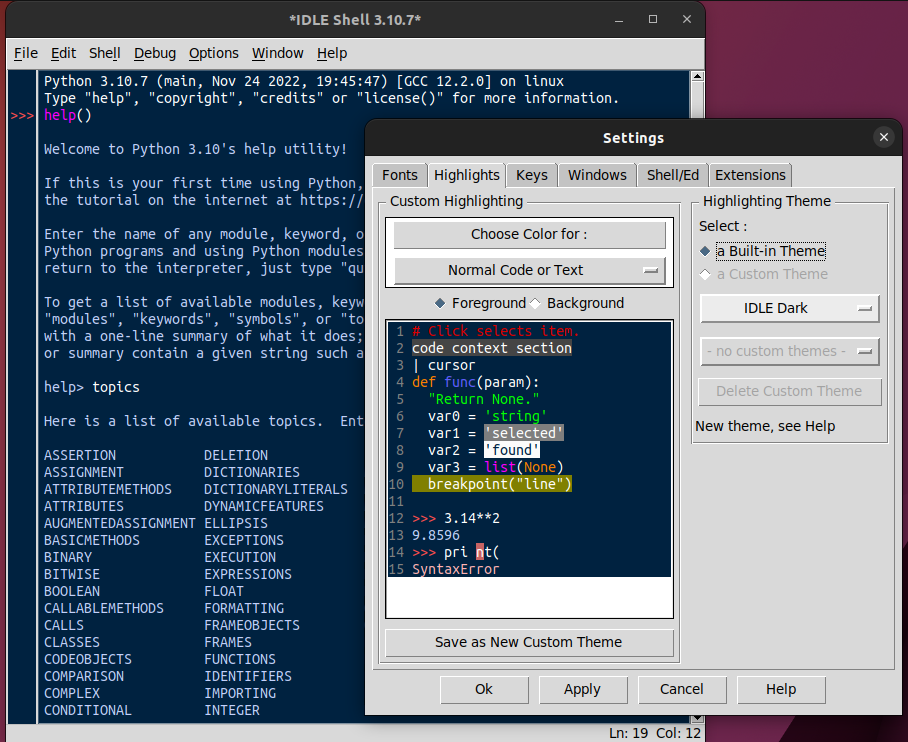
ІСР мови Python

Інтегровані середовища розробки створені для того, щоб максимізувати продуктивність програміста, надавши йому пов'язані інструменти розробки зі схожими інтерфейсами як одну програму, в якій відбуватиметься весь процес розробки й яка надає необхідні функції для модифікації, компілювання, розгортання та налагодження програмного забезпечення. Протилежним до цього є підхід до розробки ПЗ, під час якого використовуються окремі інструменти, так як vi, GCC або make.
Одним із завдань ІСР є зменшення часу, необхідного на конфігурацію різноманітних інструментів розробки, натомість пропонуючи той самий набір, як єдине ціле. Це може збільшити продуктивність розробника, у випадку, коли навчання тому, як працює інтегроване середовище розробки є швидшим, ніж освоєння всіх інструментів зокрема. Крім того, більша інтеграція між вбудованими інструментами потенційно може сприяти додатковому збільшенню продуктивності. Наприклад, синтаксичний аналіз коду може відбуватися безпосередньо під час його редагування, тим самим виявляючи помилки ще до трансляції коду.
Деякі інтегровані середовища розробки призначені для використання певної мови програмування (або декількох споріднених мов), надаючи набір можливостей, які більш підходять до парадигми програмування відповідної мови. Такими ІСР є, наприклад PhpStorm, Xcode, Xojo та Delphi.
З іншої сторони, існує чимало більш універсальних ІСР, які є багатомовними, наприклад Eclipse, ActiveState Komodo, IntelliJ IDEA, MyEclipse, Oracle JDeveloper, NetBeans, Codenvy and Microsoft Visual Studio.
Переважна більшість нинішніх ІСР мають графічний інтерфейс користувача. До появи систем, які підтримують вікна, таких як Microsoft Windows та X Window System (X11), широко використовувалися консольні інтегровані середовища розробки, такі як Turbo Pascal. Особливою їх прикметою було широке використання функціональних клавіш та поєднань клавіш для запуску команд або макросів, які часто використовувалися.

## Історія
Поява ІСР стала можливою з початком розробки за допомогою консолі або ж терміналу. Системи, які були до того, не могли підтримувати ІСР, тому що програми писалися без використання комп'ютера та вносилися за допомогою сторонніх засобів, таких як перфокарти, перфострічки тощо.
Dartmouth BASIC був створений з вбудованим ІСР і вважається першим, який був спроектований для використання людиною, котра сидить за консоллю чи терміналом. Інтегроване середовище розробки було командним, а не базованим на меню, проте воно інтегрувало редагування, файлові операції, компілювання, відлагодження та виконання, тобто всі ті операції, які притаманні ІСР.
Maestro I — продукт Softlab Munich, який був першим інтегрованим середовищем розробки для розробки програмного забезпечення. Maestro I був встановлений для 22 тисяч програмістів по всьому світу та вважався лідером у цій галузі в 1970-х та 1980-х роках.
Одним з перших ІСР, яке підтримувало концепцію плагінів, стало Softbench.
Станом на серпень 2020 року, найпопулярнішими ІСР є Visual Studio і Eclipse.

## Додаткові можливості

### Візуальне програмування
При візуальному програмуванні без використання інтегрованого середовища розробки неможливо обійтися взагалі. Візуальні ІСР дозволяють користувачам створювати ПЗ шляхом будування діаграм з програмних блоків. Потім ці діаграми компілюються або інтерпретуються. Часто, базою для таких діаграм є Unified Modeling Language.

### Підтримка мов програмування
Деякі IDE підтримують декілька мов, наприклад GNU Emacs (написаний на C та Emacs Lisp), IntelliJ IDEA, Eclipse, MyEclipse та NetBeans (всі написані на Java), або MonoDevelop (написаний на C#).
Підтримка альтернативних до основної мов часто надається за допомогою плагінів до ІСР.

### Спеціальні коментарі
Більшість ІСР підтримують спеціальні коментарі, які полегшують роботу розробника. Наприклад, ІСР, які підтримують мову PHP, зокрема PhpStorm, використовують Doc-блоки у форматі PHPDoc для документування коду та визначення типів даних для коректного автодоповнення.
Іншими поширеними коментарями є TODO та FIXME блоки, за допомогою яких програміст ставить завдання по удосконаленню програмного коду.

### Хмарні технології
Зі значним зростанням популярності хмарних технологій, з'явилися хмарні ІСР, які дозволяють не прив'язуватись до конкретного комп'ютера. Зокрема, такими ІСР стали Cloud9, Koding тощо.